# Lee Du-haeng
Lee Du-haeng (koreanisch 이 두행; * 25. Dezember 1981 in Jeollanam-do) ist ein ehemaliger südkoreanischer Leichtathlet, der im Mittel- und Langstreckenlauf an den Start ging.

## Sportliche Laufbahn
Erste internationale Erfahrungen sammelte Lee Du-haeng vermutlich im Jahr 2000, als er bei den Asienmeisterschaften in Jakarta in 3:53,85 min den vierten Platz im 1500-Meter-Lauf belegte. Anschließend schied er bei den Juniorenweltmeisterschaften in Santiago de Chile mit 3:49,25 min in der ersten Runde über 1500 Meter aus und verzichtete über 800 Meter kurzfristig auf einen Start. Im Jahr darauf gewann er bei den Ostasienspielen in Osaka in 3:49,63 min die Silbermedaille über 1500 Meter hinter dem Kasachen Michail Kolganow und im 800-Meter-Lauf belegte er in 1:52,28 min den sechsten Platz. Anschließend gelangte er bei der Sommer-Universiade in Peking mit 3:48,59 min auf Rang zehn über 1500 Meter. 2002 nahm er an den Asienspielen im heimischen Busan teil und erreichte dort mit 3:50,73 min Rang zwölf. Im Jahr darauf wurde er bei den Studentenweltspielen in Incheon mit 1:07:04 h Zwölfter im Halbmarathonlauf und 2005 gewann er bei den Ostasienspielen in Macau mit 14:24,03 min die Bronzemedaille im 5000-Meter-Lauf hinter den Japanern Yūki Nakamura und Tomohiro Seto und über 10.000 Meter sicherte er sich in 31:59,72 min die Silbermedaille hinter dem Japaner Nakamura. Bei den Crosslauf-Weltmeisterschaften 2006 in Fukuoka gelangte er mit 39:35 min auf Rang 105 im Langrennen und im Jahr darauf belegte er bei den Asienmeisterschaften in Amman mit 15:07,32 min den achten Platz über 5000 Meter und kam im 10.000-Meter-Lauf nicht ins Ziel. 2009 erreichte er bei den Asienmeisterschaften in Guangzhou mit 14:18,83 min Rang acht über 5000 Meter und wurde in 29:40,02 min auch über 10.000 Meter Achter. 2012 nahm er im Marathonlauf an den Olympischen Sommerspielen in London teil und lief dort nach 2:17:19 h auf dem 32. Platz ein. Er setzte seine Karriere ohne weiteren Meisterschaftsteilnahmen bis ins Jahr 2017 fort und beendete dann seine aktive Laufbahn im Alter von 35 Jahren.
In den Jahren 2001, 2002 und 2007 wurde Lee südkoreanischer Meister im 1500-Meter-Lauf, 2003 über 5000 Meter sowie 2007 im 10.000-Meter-Lauf.

## Persönliche Bestleistungen
- 800 Meter: 1:50,53 min, 8. April 2000 in Durham
- 1500 Meter: 3:43,97 min, 12. Juni 2001 in Seoul
- 3000 Meter: 8:28,30 min, 3. Juni 2006 in Sapporo
- 5000 Meter: 13:58,32 min, 20. Juni 2004 in Abashiri
- 10.000 Meter: 29:07,12 min, 16. Juni 2004 in Kushiro
- Halbmarathon: 1:03:19 h, 5. Februar 2006 in Marugame
- Marathon: 2:14:05 h, 8. April 2012 in Daegu